# Clubiona facilis
Clubiona facilis là một loài nhện trong họ Clubionidae.
Loài này thuộc chi Clubiona. Clubiona facilis được Octavius Pickard-Cambridge miêu tả năm 1910.